# Азарово (Износковский район)
Азарово — урочище и бывшая деревня в Износковском районе Калужской области России.

## Этимология
Название населённого пункта происходило от имени (прозвища) «Азарно́й» (разбойник).

## География
Располагалась между деревнями Павлищево и Шевнево в Износковском районе, примерно в 2-х километрах от села Шанский Завод, на левом берегу реки Шаня.

## История
На карте Московской провинции Горихвостова 1774 года деревня значится как Азарово.
В «Описаниях и алфавитах к Калужскому атласу» 1782 году упомянута как деревня и сельцо Азарово, принадлежащие Алексею Владимировичу Борзову. Деревня располагалась на правом берегу реки Шани и речки Орлеца, а сельцо — на левом при пруду и представляло собой деревянную господскую усадьбу при которой жило 38 дворовых человек.
10 сентября (29 августа) 1812 год через Азарово из Медыни, минуя Шанский завод, Гусево, Кузово, в деревню Горки (граница Гжатского уезда) проходила партизанская партия Дениса Давыдова.
В «Списках населённых мест Калужской губернии» 1859 года, Азарово — владельческая деревня 2 стана Медынского уезда, располагающаяся по правую сторону торгового тракта Медынь-Гжатск. Деревня располагается около реки Шани, в 27 верстах от Медыни. В деревне 19 дворов и 148 жителей.
В «Списках населённых мест Калужской губернии» 1914 года Азарово — деревня Кузовской волости Медынского уезда.

### Во время Великой Отечественной войны
- 28 января — В ходе первой Ржевско-Вяземской операции части 110-й стрелковой дивизии освобождают Азарово от оккупантов, на следующий день 1287-й стрелковый полк занимает рубеж Азарово-Шугайлово[8]. Противник сжег деревню практически дотла, осталось только два целых дома[9]. На картах СССР 1987 года издания значилась как «Урочище Азарово»[10].
- 8 февраля — Немцы вновь занимают практически уничтоженную и сгоревшую деревню и размещают там артиллерию[8].
- 9 февраля — Противник по-прежнему в Азарово. К исходу дня Азарово было освобождено снова[8].
- 14 февраля — 24-й лыжный батальон получает приказ уничтожить заслон в Азарово, снова занятого немцам[8].

## Население
| 1782 | 1859  | 1892  | 1913  |
| ---- | ----- | ----- | ----- |
| 118  | ↗ 148 | ↘ 145 | ↗ 188 |

## Статьи и публикации
- Гречишников C. Е. История семьи Гречишниковых из деревни Азарово // Алфёрово в Смоленской области : Исторический альманах. — 2003 — 2011.
- Попов А. И. Хроника действий кордонов Калужской губернии // От Тарутино до Малоярославца. К 190-летию Малоярославецкого сражения : Сб. статей. — Калуга: Золотая аллея, 2002.
- Чугаева В. В. О пребывании Д.В.Давыдова в Медыни // Заря : газета. — 2012. — 28 сентября.